# Holothuria arguinensis
Holothuria arguinensis es una especie de pepino de mar de la familia Holothuriidae y del subgénero Roweothuria. Se encuentra en aguas del noreste del Océano Atlántico y el Mar Mediterráneo.
Según algunas investigaciones académicas, la especie está expandiendo activamente su área de distribución y colonizando la costa sureste de España.
La especie vive en lechos de arena y pastos marinos en aguas poco profundas y hasta profundidades de 52 metros. Tiene un cuerpo rígido y algo cilíndrico. Un ejemplar maduro puede medir 35 cm de largo y pesar 270 gramos. El desove es de verano a otoño. El éxito de la reproducción depende de factores ambientales, principalmente la disponibilidad de luz del día y la temperatura del agua; otros factores probables incluyen la abundancia de alimentos, el flujo de las mareas y la salinidad del agua. La especie es un recurso pesquero y está demandado en los mercados asiáticos.

## Galería de imágenes

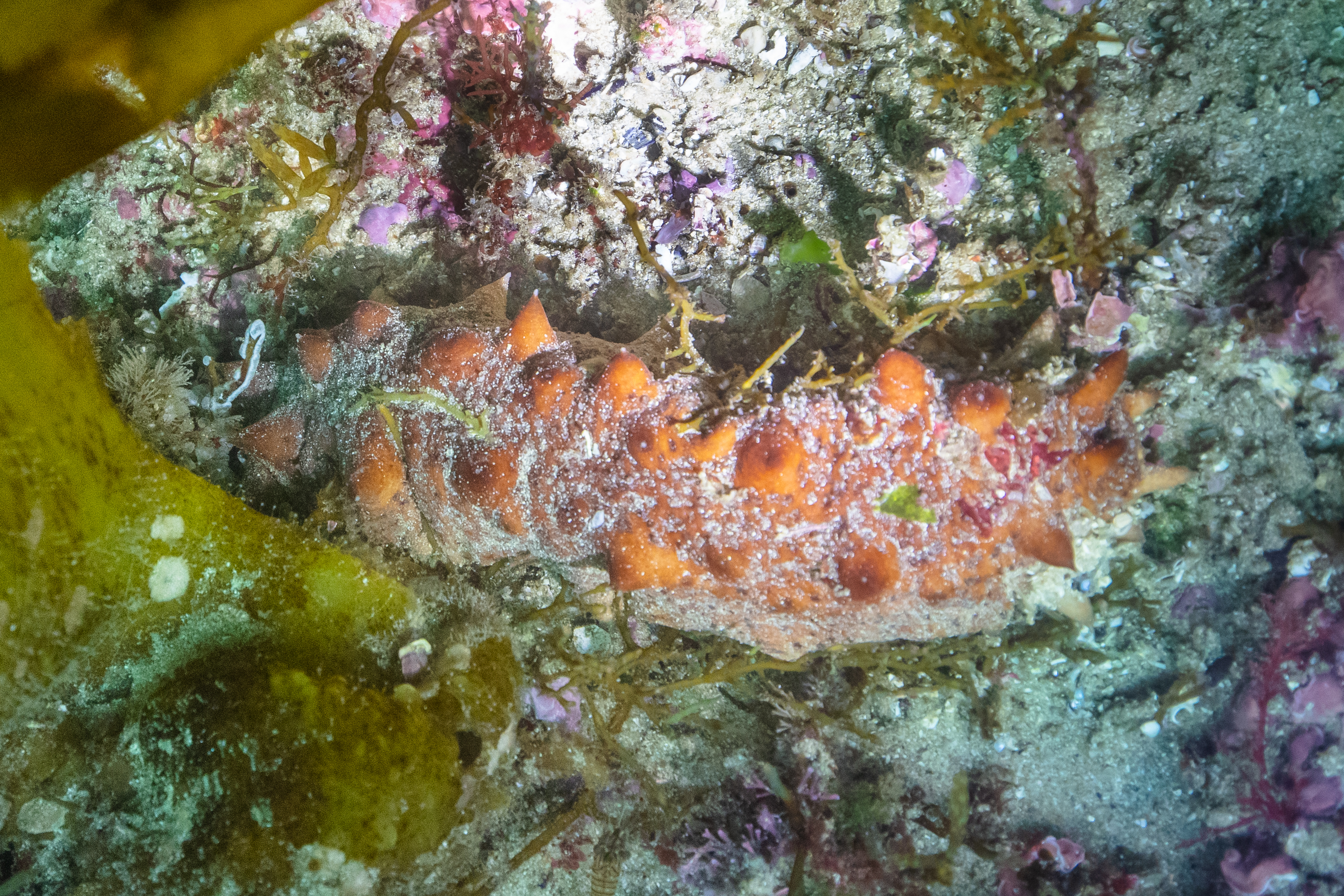
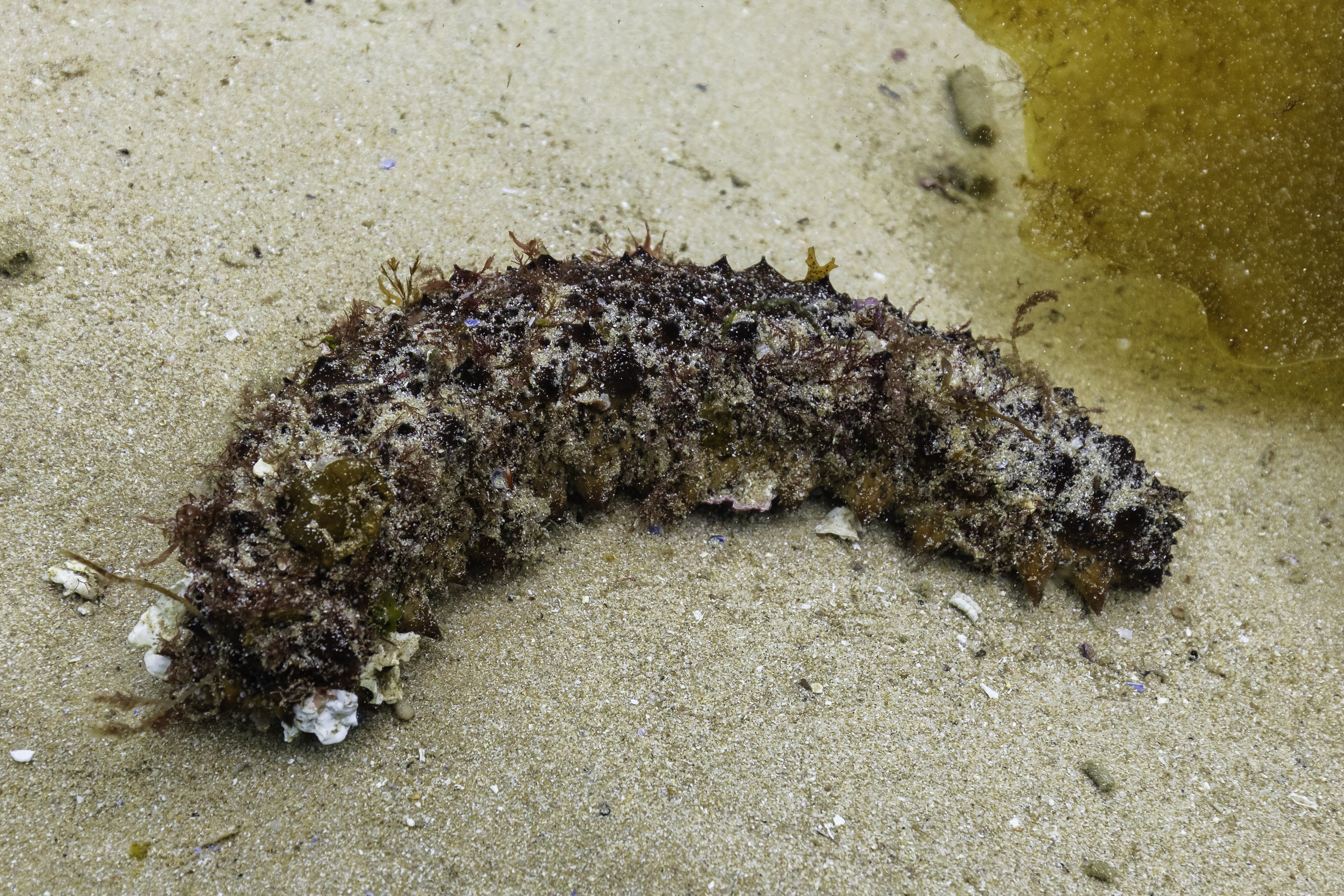
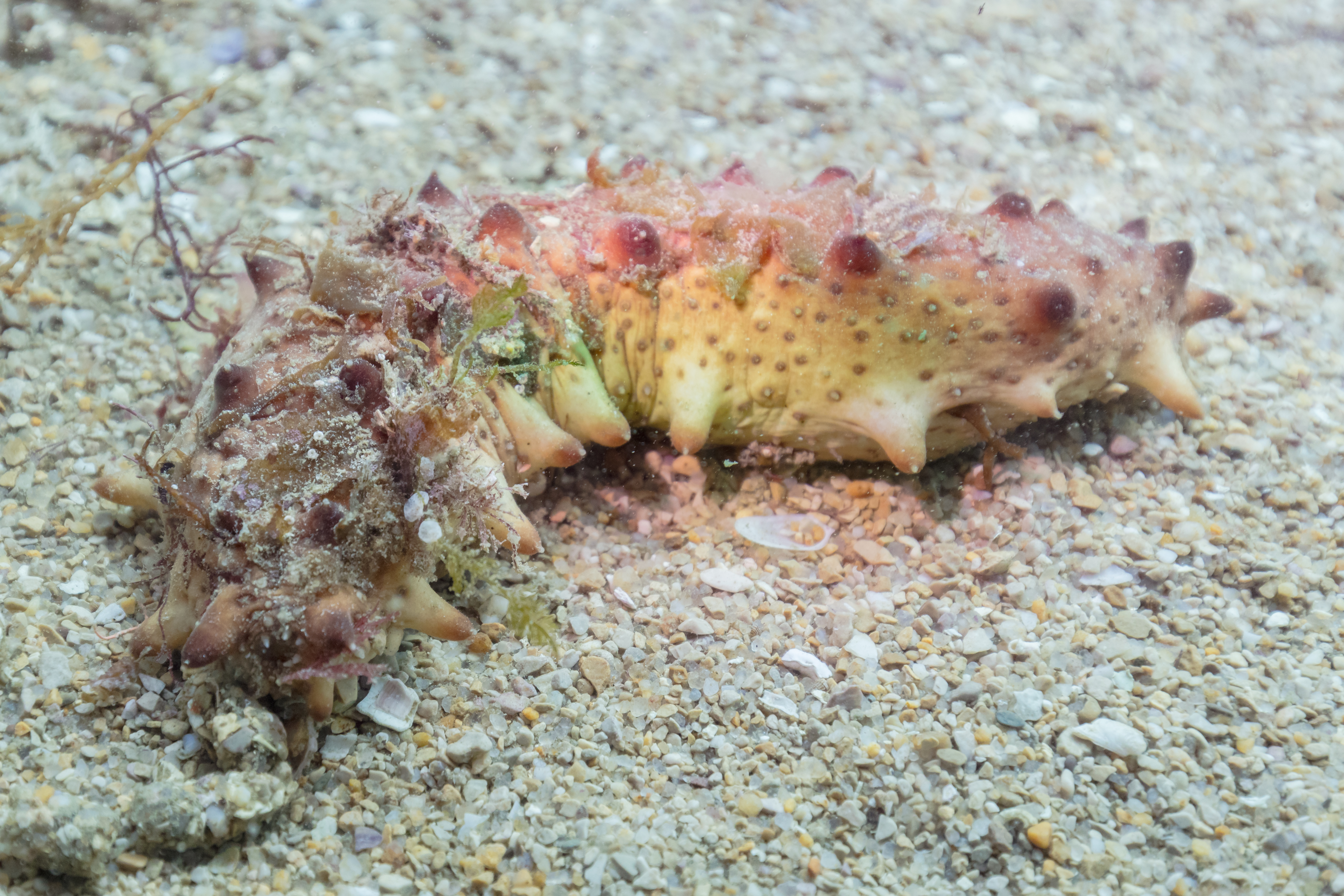
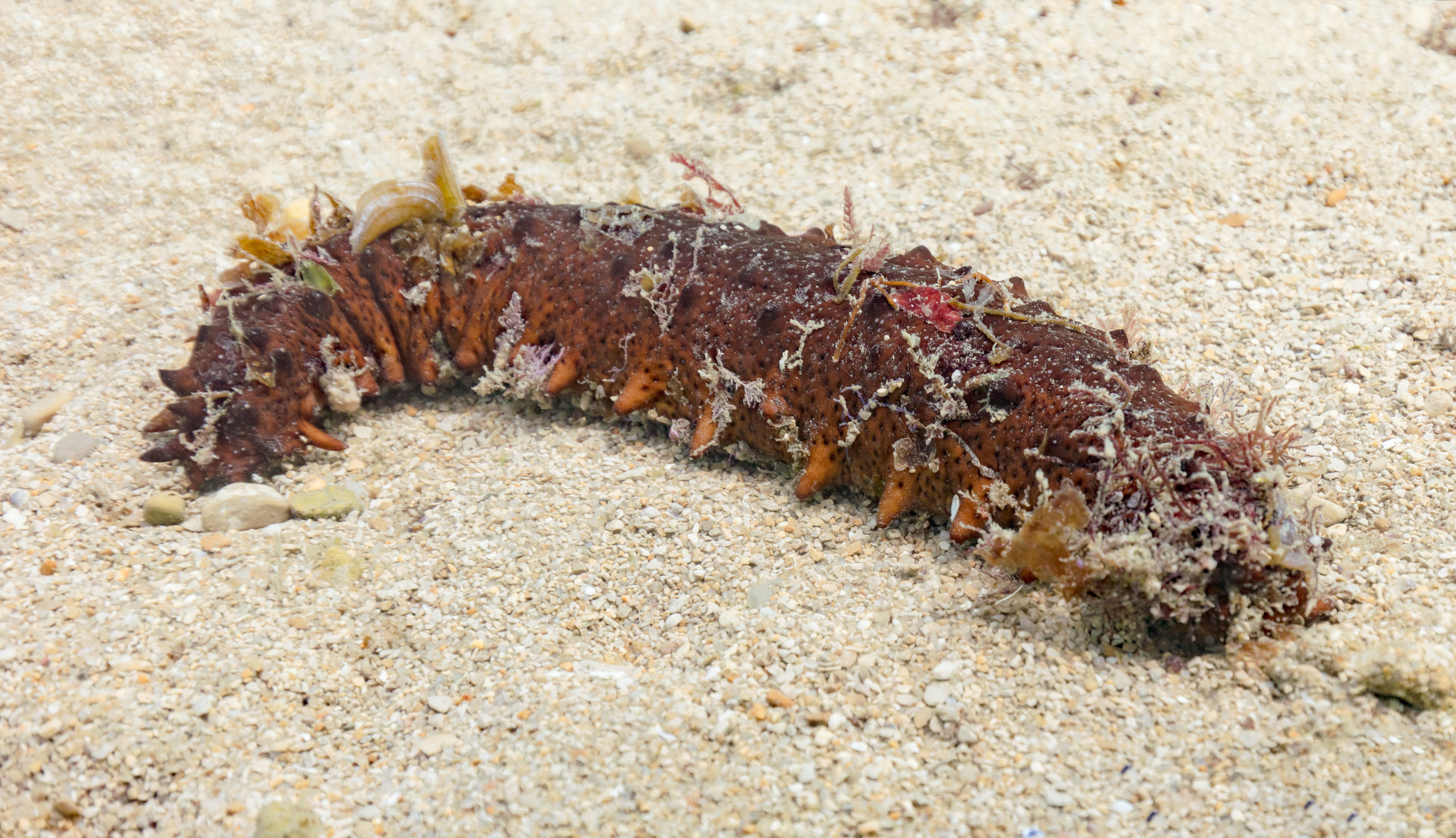
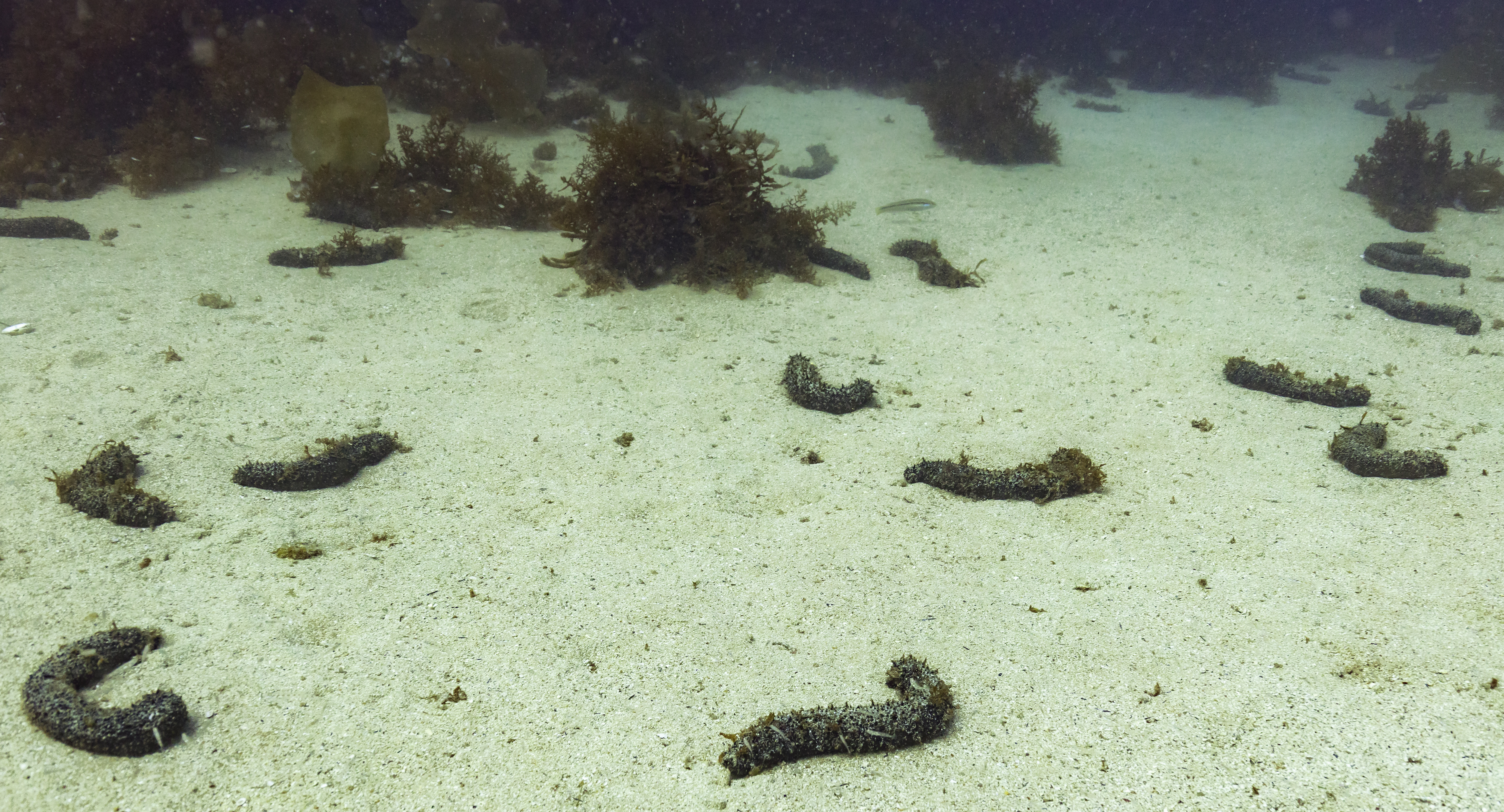